# Hirota (Ehime)
La Villa de Hirota (広田村 Hirota-mura?) fue una villa del Distrito de Iyo en la Región de Chuyo (中予地方 Chūyo-chihō?) de la Prefectura de Ehime.

## Características
Es una pequeña villa de unos 7 km en sentido norte-sur y 7 km en sentido este-oeste.
Se encuentra a aproximadamente 30 km hacia el sur de la Ciudad de Matsuyama por la Ruta Nacional 33 y luego por la Ruta Nacional 379, en una zona montañosa. Una pequeña zona llana se extiende hacia ambos márgenes del Río Tamatani (玉谷川 Tamatani-gawa?). El centro de la ciudad es el distrito de Sozu (総津 Sōzu?), allí se encuentra el edificio del Ayuntamiento (hoy en día es una dependencia del Ayuntamiento del Pueblo de Tobe), y la escuela secundaria.
Limitaba con el Pueblo de Tobe del Distrito de Iyo, el Pueblo de Uchiko del Distrito de Kita, el Pueblo de Nakayama del Distrito de Iyo (en la actualidad es parte de la Ciudad de Iyo), el Pueblo de Kuma del Distrito de Kamiukena (en la actualidad es parte del Pueblo de Kumakogen), y el Pueblo de Oda  del Distrito de Kamiukena (en la actualidad es parte del Pueblo de Uchiko del Distrito de Kita.
El 1° de enero de 2005 es absorbida por el Pueblo de Tobe, pasando a ser una parte del mismo. La fusión con otras localidades del mismo Distrito se veía complicado por el tema de los accesos, por lo que la fusión con Tobe era la única opción. En el caso de que el Pueblo de Tobe decidiera fusionarse además con otras localidades, tampoco la villa hubiese cambiado su postura de fusionarse con ella, pero finalmente y debido a motivos particulares del Pueblo de Tobe, la fusión se limitó a estas dos localidades.

## Origen del nombre
Cuando los primeros habitantes se asentaron en la zona, los jabalíes arrasaban con sus cultivos. Los terrenos arrasados eran denominados "nubata" y esta zona se empezó a llamar Hironuta (広奴田?). Con el tiempo este nombre se acortó y pasá a ser Hirota (広田?).